# Janet Bieber
Janet Bieber es una autora estadounidense de novelas románticas. Janet comenzó su carrera como coautora de Joyce Thies, bajo los seudónimos de Janet Joyce y Jenna Lee Joyce, bajo esos seudónimos escribieron más de una quincena de novelas (6 de las cuales han sido traducidas a la español). Después comenzó a escribir novelas románticas bajo su propio nombre y ha publicado media docena de novelas románticas históricas (dos de las cuales están traducidas a español).
Janet Bieber reside en Columbus, Ohio, con su marido y sus tres hijos.

### Como Janet Bieber
- Let's do in again	1988/03
- Montana's treasure	1989/01 (Tierra de tesoros, 1989/01)
- Seeing is believing	1989/01 (Ver para creer, 1990/08)
- The Family Plan	1991/05
- Highland Bride	1999/08
- In Name Only	2000/07